# Jambelaer
Jambelaer is een bestuurslaag in het regentschap Subang van de provincie West-Java, Indonesië. Jambelaer telt 4671 inwoners (volkstelling 2010).